# 戦線 黒白赤

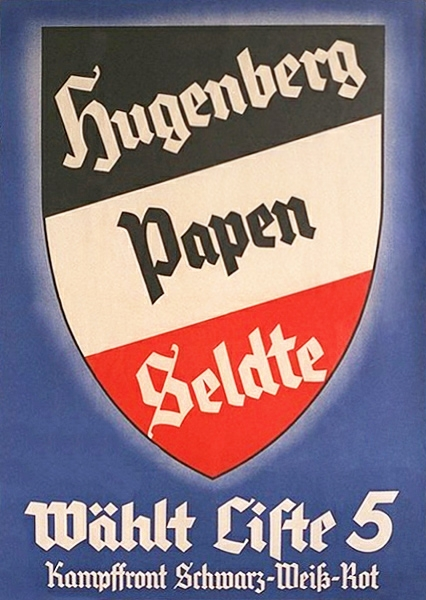
闘争戦線 黒白赤の選挙ポスター。ドイツ帝国の三色旗をモチーフに、上からフーゲンベルク、パーペン、ゼルテの名が書かれている。

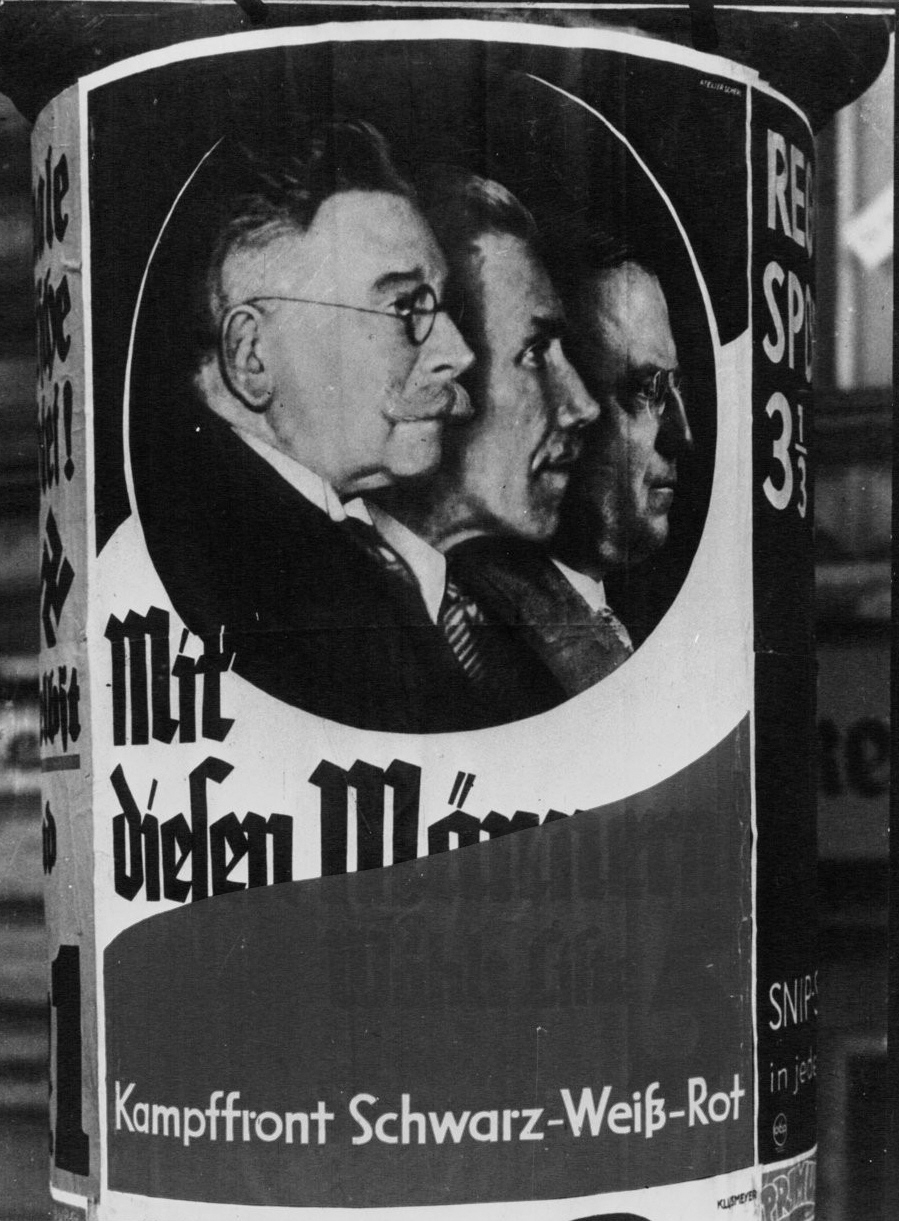
別意匠の選挙ポスター。左からフーゲンベルク、パーペン、ゼルテの横顔が載っている。

闘争戦線 黒白赤（とうそうせんせんくろしろあか、ドイツ語: Kampffront Schwarz-Weiß-Rot）は、ドイツ国家人民党  (DNVP) と鉄兜団が1933年3月ドイツ国会選挙に向けて結成した選挙連合。名称は旧ドイツ帝国の国旗の色にちなむ。1933年2月11日に設立され、国家人民党からは議員11名が参加した。1933年2月20日の秘密会合でナチ党と黒白赤は企業家から300万ライヒスマルクの選挙基金を受け取り、そのうち25%を黒白赤が受け取った。しかし、この選挙ではナチ党が大きく議席を伸ばし、黒白赤の得票率はわずか8%に留まった。 